# Pierre-René-Auguste de Brémond d'Ars
Pour les articles homonymes, voir Brémond et Ars.
Pour les autres membres de la famille, voir Famille de Brémond d'Ars.
Pierre-René-Auguste, comte de Bremond d'Ars, baron de Saint-Fort, seigneur d'Orlac, de Dompierre-sur-Charente, du Brandet et du Gua, dit « le marquis de Bremond d’Ars », né le 16 décembre 1759 à Saintes, mort le 25 février 1842 à Saintes, est un homme politique français.

## Biographie
Membre de la famille de Bremond d'Ars, fils de Pierre de Bremond d'Ars, seigneur de Dompierre, et de Marie-Catherine de La Loüe du Masgelier, époux d'Élisabeth de La Taste, Pierre-René-Auguste de Bremond d'Ars était un aristocrate éclairé, cultivé et numismate. Élu à 29 ans député suppléant de la noblesse aux États généraux par la sénéchaussée de Saintes, il fut admis le 28 août, à siéger en remplacement, de La Tour du Pin, nommé ministre de la Guerre.
Il fut de la minorité, défendit la royauté et l'Église, et signa les protestations des 12 et 15 septembre 1789. Ayant émigré le 3 décembre 1791, il rejoignit l'armée des Princes à Munstermaifeld et participa à la campagne de 1792. Après la débâcle consécutive à Valmy, il se réfugia à Liège, prit part à la défense de Maastricht en 1793, devint un court moment précepteur à Rotterdam et enfin s'installa à Hambourg en 1795. Il y subsista en exerçant diverses missions de recrutement auprès des petites cours allemandes puis en se faisant marchand de tabac, s'y lia étroitement avec la colonie de la comtesse de Tessé (Mme de Montagu, la famille de La Fayette, le comte de Mun, Pierre Boutelaud, ancien maire de Cognac) installée sur un vaste domaine agricole à Wittmoldt, en Holstein. Il rentra en France en juin 1800. Outre sa sœur bien-aimée, Sophie de Bremond d'Ars, ancienne chanoinesse de Metz, il y retrouva sa femme (qui mourra en 1829) et ses trois fils, Josias, Théophile et Jules. Le quatrième, Théodat, juste conçu au départ de son père en émigration, était mort pendant l'incarcération d'Élisabeth de La Taste, sa mère. L'ensemble de ses biens propres ayant été confisqué, il reçut en 1826 une indemnité censée compenser la perte subie. Revenu en Saintonge, il vécut à La Chapelle-des-Pots, près de Saintes, sur le domaine de Montplaisir, appartenant à sa femme. Il s'y consacra à la viticulture, reprit ses recherches d'historien et fut longtemps maire de ce village.
Il ne reparut sur la scène politique qu'après la révolution de Juillet. Il fut alors mêlé à un incident qui fit quelque bruit. Le sous-préfet de Saintes ayant émis, dans un acte public, cette allégation que Louis-Philippe était le roi choisi par la majorité des Français, Bremond d'Ars réclama et mit le fonctionnaire au défi de réunir la majorité des citoyens sur le nom de Louis-Philippe. Le sous-préfet prit la chose tellement au sérieux qu'il convoqua les électeurs pour répondre au défi, et se fit naturellement désavouer et révoquer.
Dix ans d'exil 1791-1801, souvenirs d'un Émigré publié par son petit-fils (Anatole de Bremond d'Ars, fils de Théophile), tel est le titre d'un extrait du journal d'émigration de Pierre de Bremond d'Ars. Anatole de Bremond d'Ars, sous-préfet historien, avait communiqué un extrait à la  Revue de Bretagne, de Vendée et d'Anjou notamment le chapitre relatif au siège de Maëstricht par les armées républicaines du 16 février au 5 mars 1793.
En 2020 et 2021, les Archives historiques de la Saintonge et de l'Aunis ont publié deux ouvrages rédigés par Didier Colus, premiers d'une série de trois : "Lettres à l'émigré, Correspondance adressée à Pierre de Bremond d'Ars, député aux États généraux et à la Constituante , émigré de 1791 à 1800", volume 1 (1791-1796), SAHSA, Saintes, 2020, 510 p., et volume 2, SAHSA, 2021, 333 p. (1797-1798). Le troisième, à paraître, environ 400 pages, donnera les années 1799 et 1800 et documents annexes.
Pierre de Bremond d'Ars a tenu au jour le jour pendant toute son émigration un journal passionnant  (évoqué dans le paragraphe précédent), précieux document historique de 550 pages imprimées, a été publié aux Archives Historiques de la Saintonge et de l'Aunis par Didier Colus et Romain de Bremond d'Ars.

## Sources
- Didier COLUS : "Lettres à l'émigré, Correspondance adressée à Pierre de Bremond d'Ars, député aux États généraux et à la Constituante , émigré de 1791 à 1800", volume 1 (1791-1796). SAHSA, tome 70, Saintes, 2020
- Didier COLUS : "Lettres à l'émigré, Correspondance adressée à Pierre de Bremond d'Ars, député aux États généraux et à la Constituante , émigré de 1791 à 1800", volume 2 (1797-1798) SAHSA, Saintes, tome 71, 2021.

(v. http://www.histoirepassion.eu/?1791-1800-Lettres-adressees-a-Pierre-de-Bremond-d-Ars-emigre-pendant-la)
- Didier COLUS et Romain de BREMOND d'ARS, Journal d'émigration de Pierre de Bremond d'Ars, député aux Etats généraux et à la Constituante, combattant de l'armée des princes puis émigré à Liège, Maastricht, Rotterdam, Altona, Hambourg,. 3 décembre 1791-31 juillet 1800. SAHSA, Nouvelle collection Mémoires et documents, Tome 1, 2024.

- « Pierre-René-Auguste de Brémond d'Ars », dans Adolphe Robert et Gaston Cougny, Dictionnaire des parlementaires français, Edgar Bourloton, 1889-1891 [détail de l’édition]